# Dżarabulus
Dżarabulus (arab. ‏جَرَابُلُس‎, kurd. Cerablûs) – miasto w północnej Syrii w muhafazie Aleppo, położone na zachodnim brzegu Eufratu, przy granicy z Turcją.

## Historia

### Wojna w Syrii
Od lipca 2013 roku miejscowość była kontrolowana przez Państwo Islamskie (ISIS). Był to ważny ośrodek przemytu broni i osób przez granicę syryjsko-turecką. ISIS sterroryzowało pozostałą w miejscowości część mieszkańców, organizując publiczne egzekucje „niewiernych”.
24 sierpnia 2016 miasto zostało zajęte przez turecką armię i sprzymierzone bojówki, następnie stacjonował w nim oddział FSA, zastąpiony w 2017 przez sformowaną przez Turków kolaboracyjną policję.
W kwietniu 2018 do Dżarabulus przeniosły się niedobitki Dżajsz al-Islam z frontu damasceńskiego.